# 아이린 술타나
아이린 술타나(벵골어: আইরিন সুলতানা, 1988년 9월 4일 ~ )는 방글라데시의 모델, 배우이다.